# Ptahschepses (Beamter, 4./5. Dynastie)
 Ptahschepses (auch Ptah-schepses) ist der Name eines altägyptischen Beamten und Hoherpriester des Ptah des Alten Reiches, der unter den Königen Schepseskaf (4. Dynastie), Userkaf, Sahure, Neferirkare, Schepseskare, Neferefre und Niuserre (alle 5. Dynastie) tätig war.

## Belege

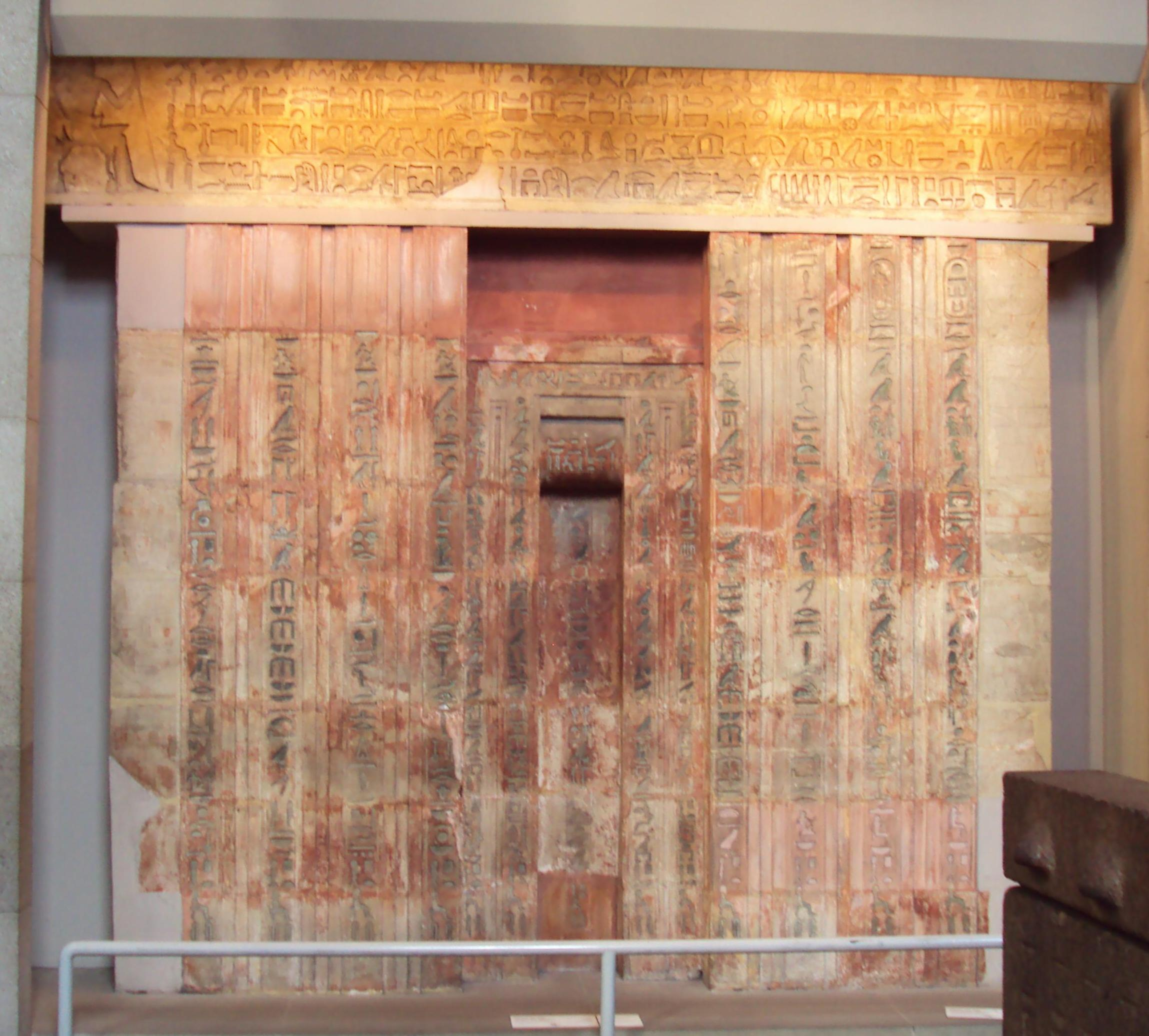
Scheintür des Ptahschepses

Ptahschepses Name erscheint auf einer reich verzierten Scheintür, auf der seine Titel aufgelistet sind. Aus den Inschriften geht hervor, dass er unter König Userkaf dessen älteste Tochter, Chamaat, heiratete.

## Amtszeit
Ptahschepses bekleidete mehrere hohe Ämter und Funktionstitel, so trug er unter anderem als Hohepriester des Ptah den Titel des „Größten der Handwerkermeister“. Daneben war er auch Priester an den Sonnentempeln von Userkaf, Neferirkare und Niuserre. Der Ägyptologe Charles Maystre hält es für denkbar, dass Ptahschepses ein Amtskollege des Priesters Setju war. Es wird vermutet, dass Ptahschepses unter Niusere starb. Damals muss er schon über 60 Jahre alt gewesen sein. Auf seiner Scheintür wird der Totengott Osiris genannt, der sonst nur ganz selten in der 5. Dynastie auf Denkmälern erscheint. Die Datierung von Ptahschepses spielt deshalb eine wichtige Rolle zu der Frage, wann Osiris zum ersten Mal auf einem Denkmal genannt wird. Mark Smith macht darauf aufmerksam, dass Ptahschepses sehr wohl auch erst unter einem Nachfolger von Niuserre gestorben sein kann.

## Grab
Ptahschepses Grab Nr. 48 / C 1 in Sakkara wurde von Auguste Mariette im 19. Jahrhundert ausgegraben. Es handelt sich um einen etwa 38 × 21 m großen, massiven Bau. An der Ostseite befindet sich der Eingang zu einer kleinen Kapelle, die nur aus einem Raum besteht. Hier gab es auch ein Serdab. Die Scheintür befindet sich inzwischen im Britischen Museum zu London. Ein kleineres Fragment befindet sich im Museum des Institute for the Study of Ancient Cultures, West Asia & North Africa (bis 2023 Oriental Institute) der University of Chicago (Inventarnummer 11084).